# Joseph Ier d'Alexandrie
Joseph Ier d'Alexandrie est un patriarche d'Alexandrie de l'Église copte du 18 novembre 831 au 20 octobre 849.